# Слова на струју
Слова на струју је електронски књижевни часопис за децу и младе који објављује Народна библиотека Радислав Никчевић у Јагодини. Часопис је основан 2012. године и постављен на сајт Библиотеке.

## О часопису
Први број је објављен 11. септембра 2012. године. У периоду од 2012. до 2019. објављено је укупно 29. бројева часописа Слова на струју.

### Претеча часописа
Књижевни часопис за децу и младе Гороцвет претходио је данашњем електронском издању часописа Слова на струју. Гороцвет је основан 1973. као лист Основне школе 17. октобар. Оснивач је био познати јагодински дечји песник Селимир В. Милосављевић. После 30. година од излажења и објављених 70. бројева Народна библиотека у Јагодини преузела је издавање часописа (2003—2006). Библиотека у Јагодини као издавач иновирала је концепцију и форму часописа, осавременила га и подигла квалитет на виши ниво. Редакцију часописа преузели су стручни радници библиотеке и за новог уредника изабран је Пеђа Трајковић, један од најпознатијих и напризнатијих дечјих песника и илустратора у Јагодини. Часопис је излазио тромесечно (четири пута годишње) од 2003. до 2006. године у издању Народне библиотеке у Јагодини.

### Периодичност излажења
Часопис Слова на струју излазио је квартлано до 2018. године. Након тог периода, убрзава се динамика излажења тако да је током 2018. изашло 5 бројева а током 2019. године 6 бројева часописа.

### Редакција - стални чланови
- Главни и одговорни уредници: од 2012. до 2018. године Весна Црнковић, директор Народне библиотеке у Јагодини, од 2018. године до данас, др Марко Бојић директор Народне библиотеке у Јагодини.
- Уредник и илустратор сваког електронског издања часописа од оснивања 2012. године до данас је Предраг Трајковић, књижевник из Јагодине.
- Поп Душан Ђурђев, књижевник из Новог Сада.
- Гордана Малетић, књижевница из Београда.
- Снежана Павловић Богојевић, књижевница из Београда.
- Јасна Милошевић, дипломирани библиотекар на Одељењу за културно образовне програме Народне библиотеке у Јагодини.
- Снежана Вулић, дипломирани библиотекар на Одељењу за културно образовне програме Народне библиотеке у Јагодини.
- Мирјана Моравчевић, виши дипломирани библиотекар и руководилац Матичног одељења Народне библиотеке у Јагодини.
- Милун Васић, виши дипломирани библиотекар на Одељењу за културно образовне програме Народне библиотеке у Јагодини.

### Издавач
Издавач је Народна библиотека Радислав Никчевић у Јагодини.

## Рубрике

### Сталне
- Слова до снова (песме и приче из савремене продукције за децу из домаће и стране књижевности)
- Стара слова (антологијска дела из дечје књижевности)
- Споменар (представљање домаћих писаца који нису међу живима)
- Граматика (представљање језичких правила на духовит начин)
- Чаробна реч (основна и пренесена значења одабране речи)

### Променљиве
- Шта је песник хтео да каже (књижевни прикази књига за децу)
- Причи никад краја (интервјуи са познатим писцима)
- Сви су велики били мали и шта им фали (дечји литерарни радови)
- Књига има историју (духовити прикази из историје књига и писма)
- Песма у слици (познате песме представљене оригиналним илустрацијама)
- Позориште за понети (драмски комади за децу)

## Галерија
- Слова на струју, број 13
- Слова на струју, број 14
- Слова на струју, број 15
- Слова на струју, број 17